# Langia zenzeroides
Espèce
Langia zenzeroides est une espèce d'insectes lépidoptères (papillons) appartenant à la famille des Sphingidae, à la sous-famille des Smerinthinae, à la tribu des Smerinthini et au genre Langia.

## Répartition et habitat
Répartition
L'espèce est connue dans le nord de l'Inde, l'est et le sud de la Chine, la Corée du Sud, le nord de la Thaïlande, dans le nord du Vietnam, au Japon et à Taiwan.

## Description
L'envergure de l'imago varie de 100 à 156 mm.

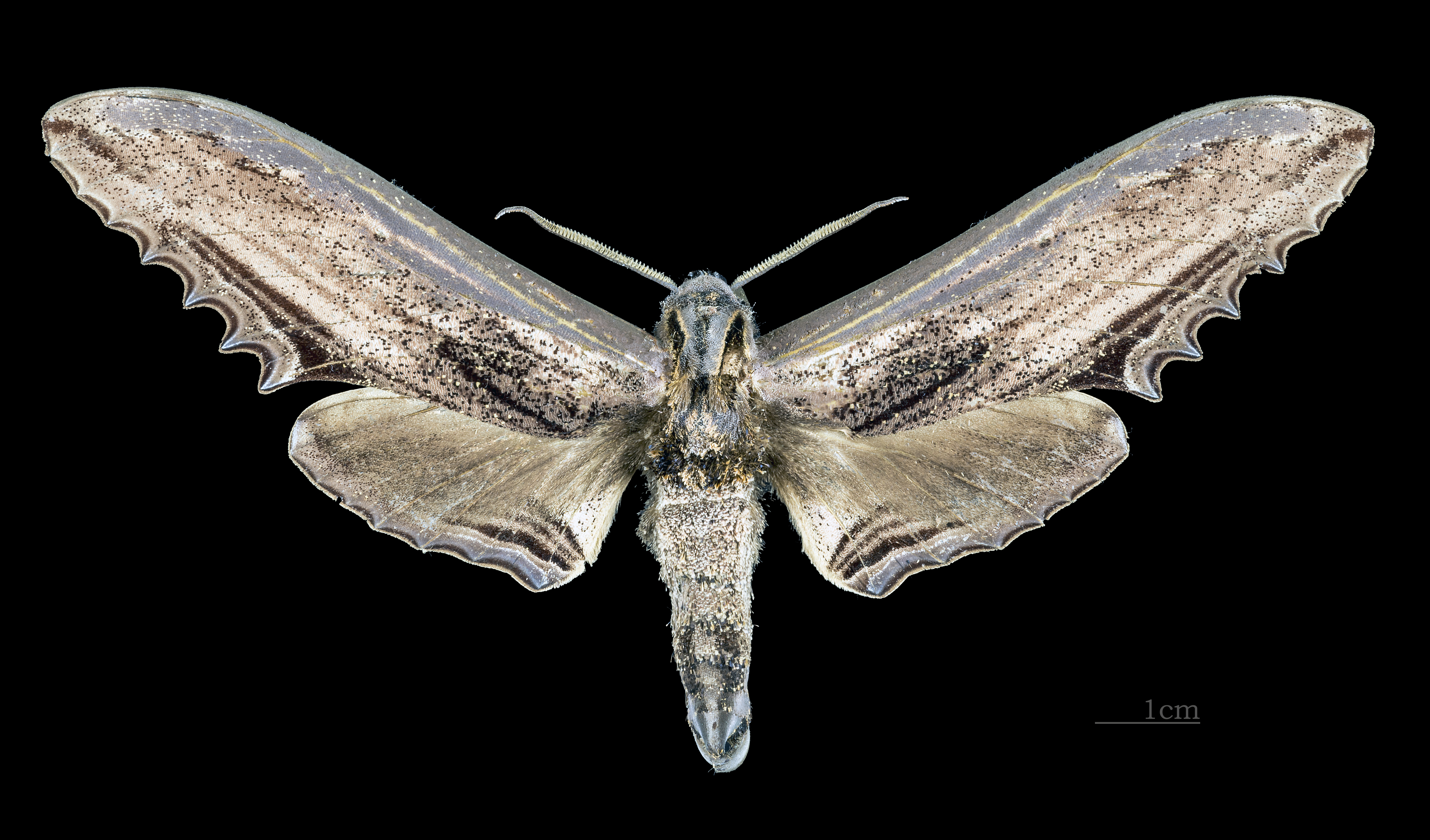
Langia zenzeroides zenzeroides face dorsale du mâle MHNT
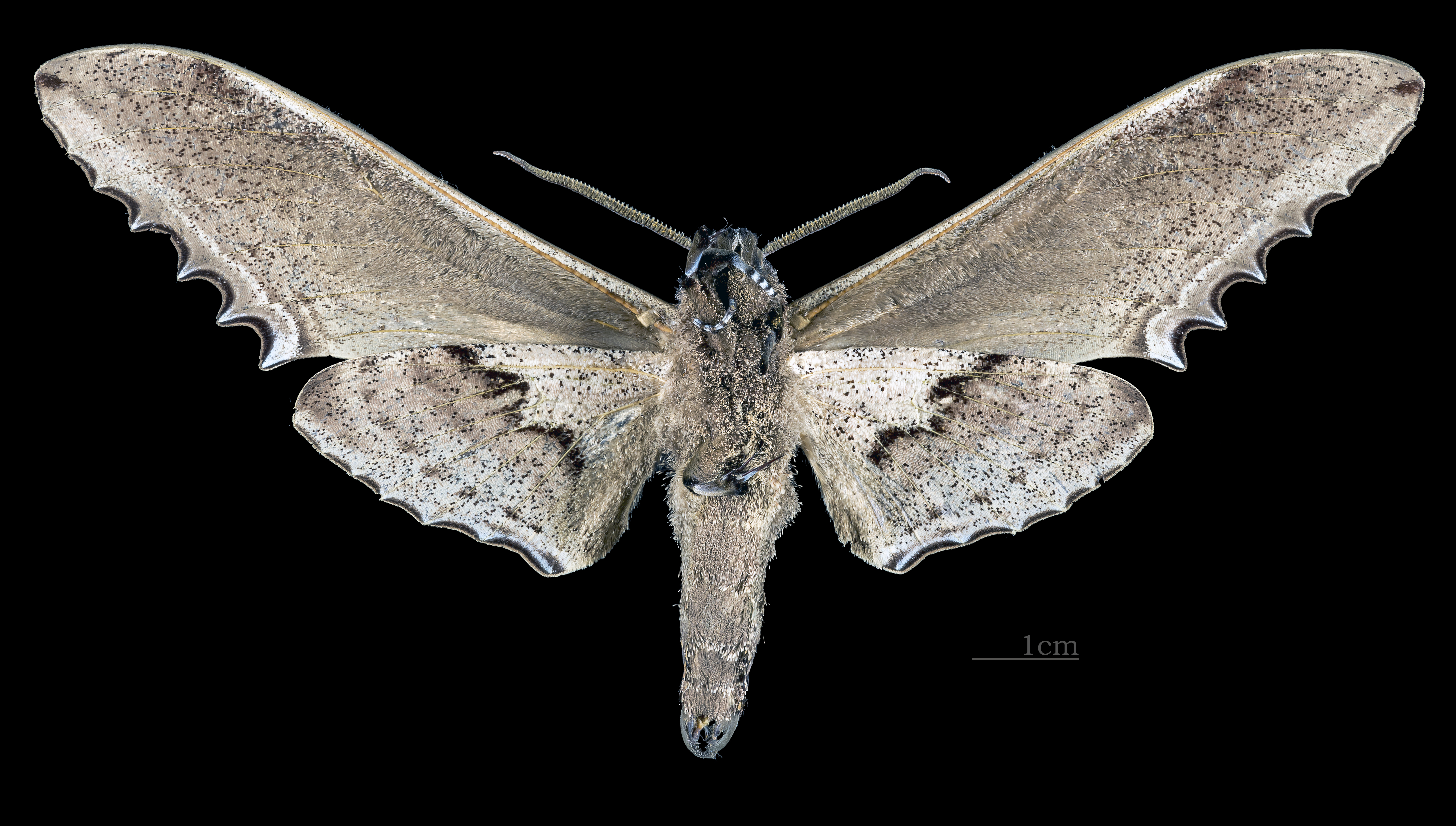
Langia zenzeroides zenzeroides revers du mâle MHNT
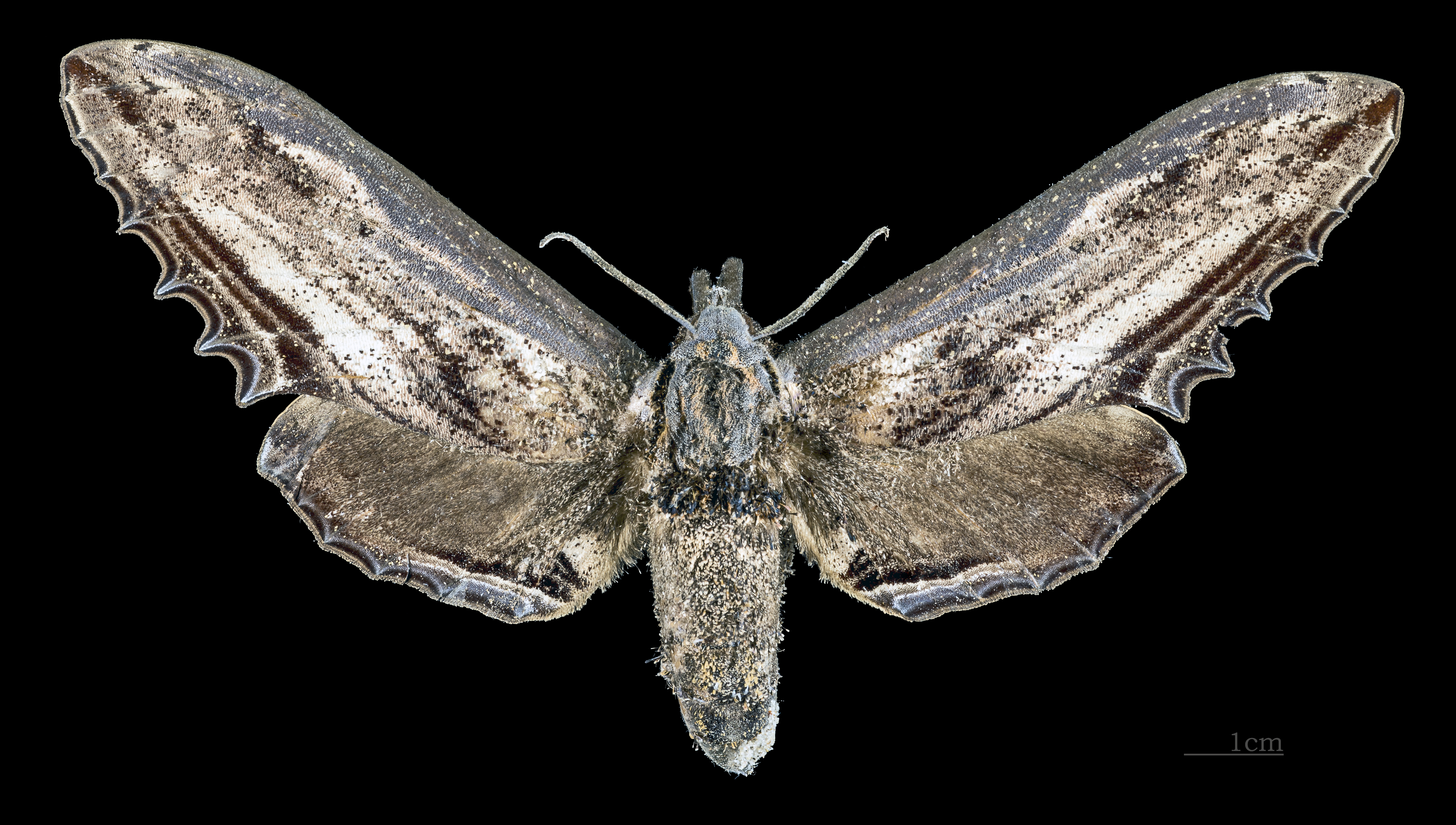
Langia zenzeroides zenzeroides face dorsale de la femelle MHNT
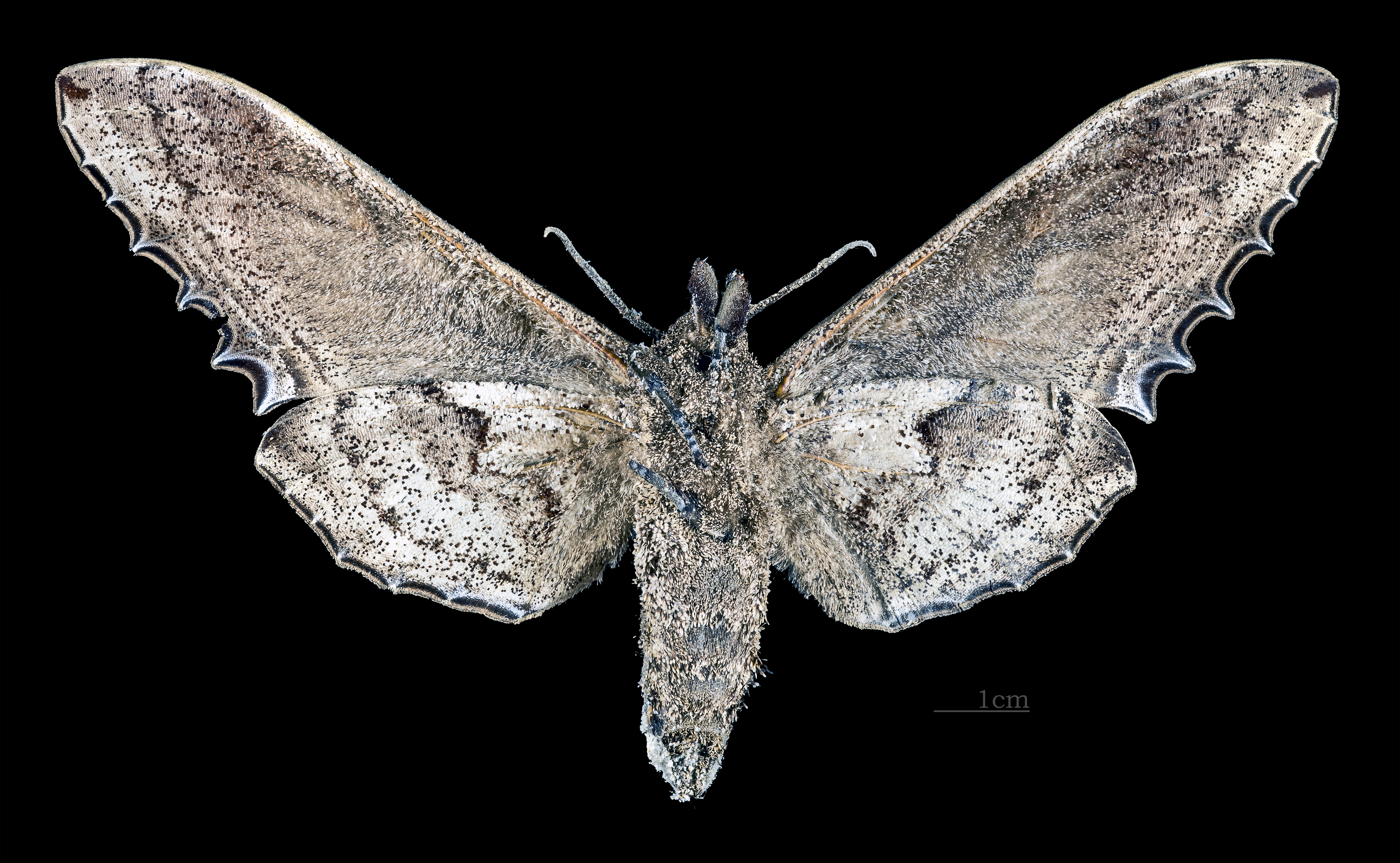
Langia zenzeroides zenzeroides revers de la femelle MHNT

## Biologie
Dans le nord de la Chine, il y a une génération par an, les adultes volent d'avril à mai. En Corée, ils volent à partir de fin avril à la mi-mai et en Thaïlande la période de vol principale est de janvier à février.

## Systématique
- L'espèce a été décrite par l'entomologiste britannique Frederic Moore en 1872[1].

### Synonymie
- Langia khasiana Moore, 1872
- Langia zenzeroides nina Mell, 1922
- Langia zenzeroides szechuana Chu & Wang, 1980
- Langia zenzeroides kunmingensis Zhao, 1984

### Taxinomie
Liste des sous-espèces
- Langia zenzeroides zenzeroides
- Langia zenzeroides nawai Rothschild & Jordan, 1903 (présente au Japon)
- Langia zenzeroides formosana Clark, 1936 (présente à Taiwan)

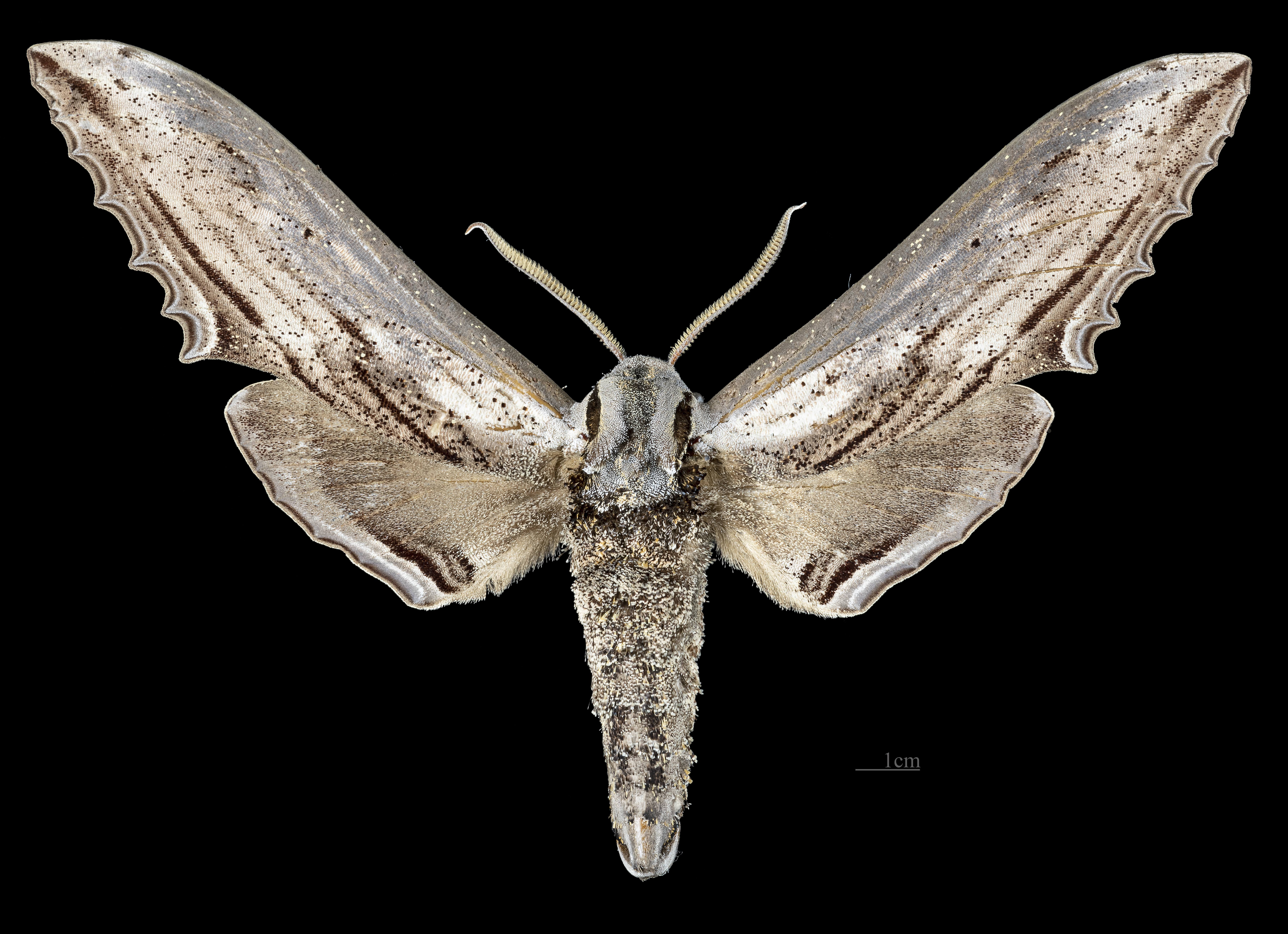
Langia zenzeroides formosana mâle face dorsale MHNT
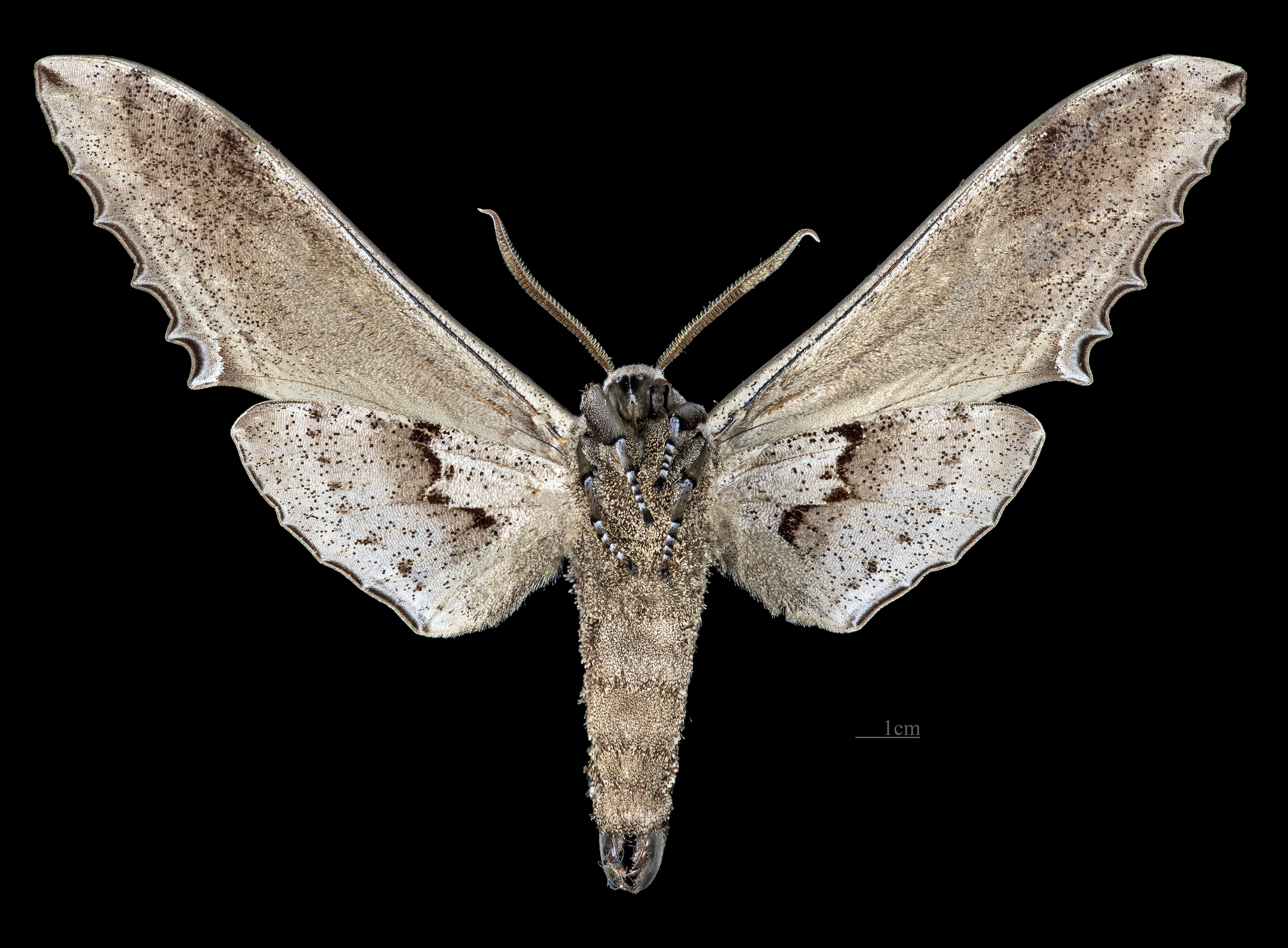
Langia zenzeroides formosana mâle revers MHNT
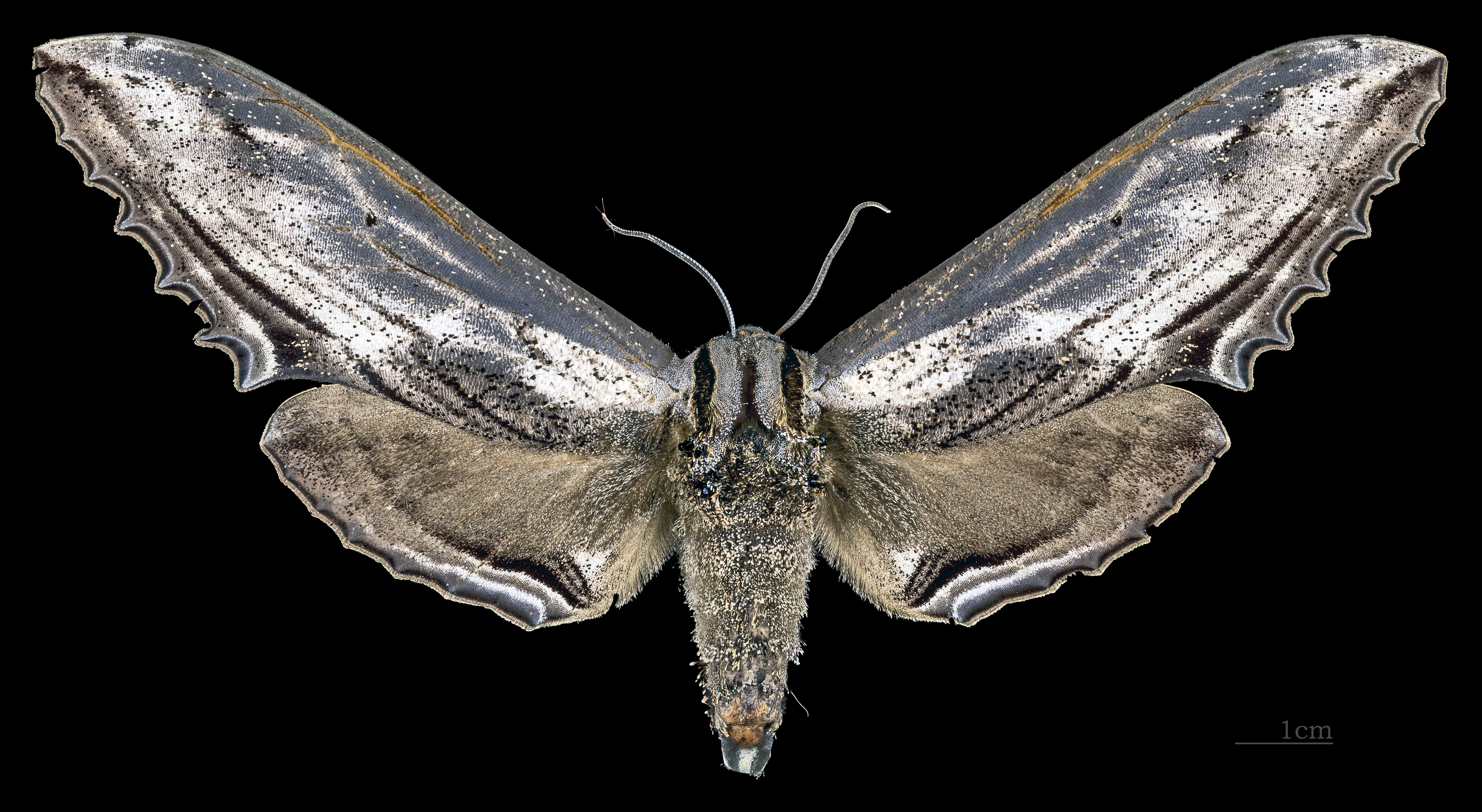
Langia zenzeroides formosana femelle face dorsale MHNT
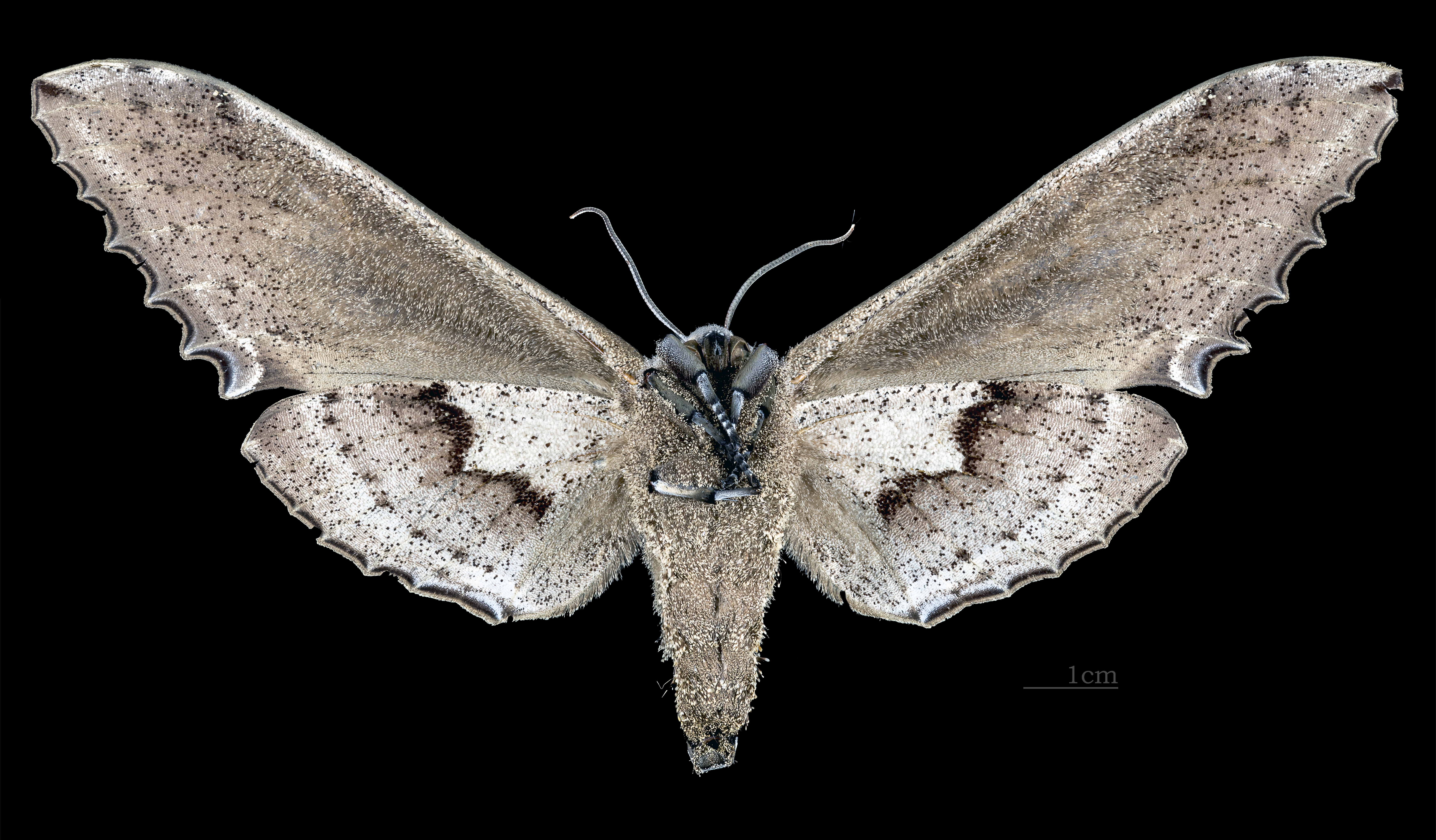
Langia zenzeroides formosana femelle revers MHNT

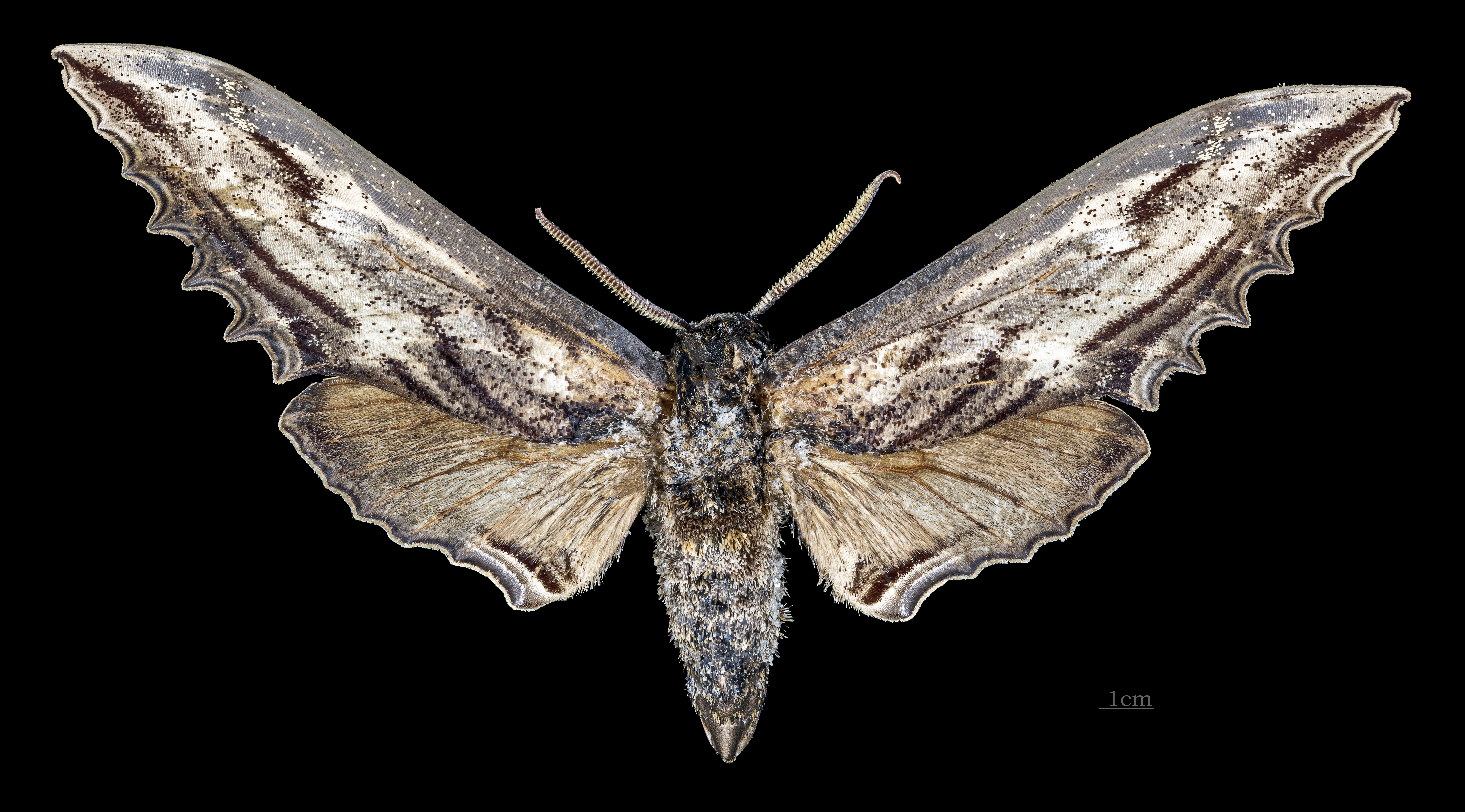
Langia zenzeroides nawai Male face dorsale MHNT
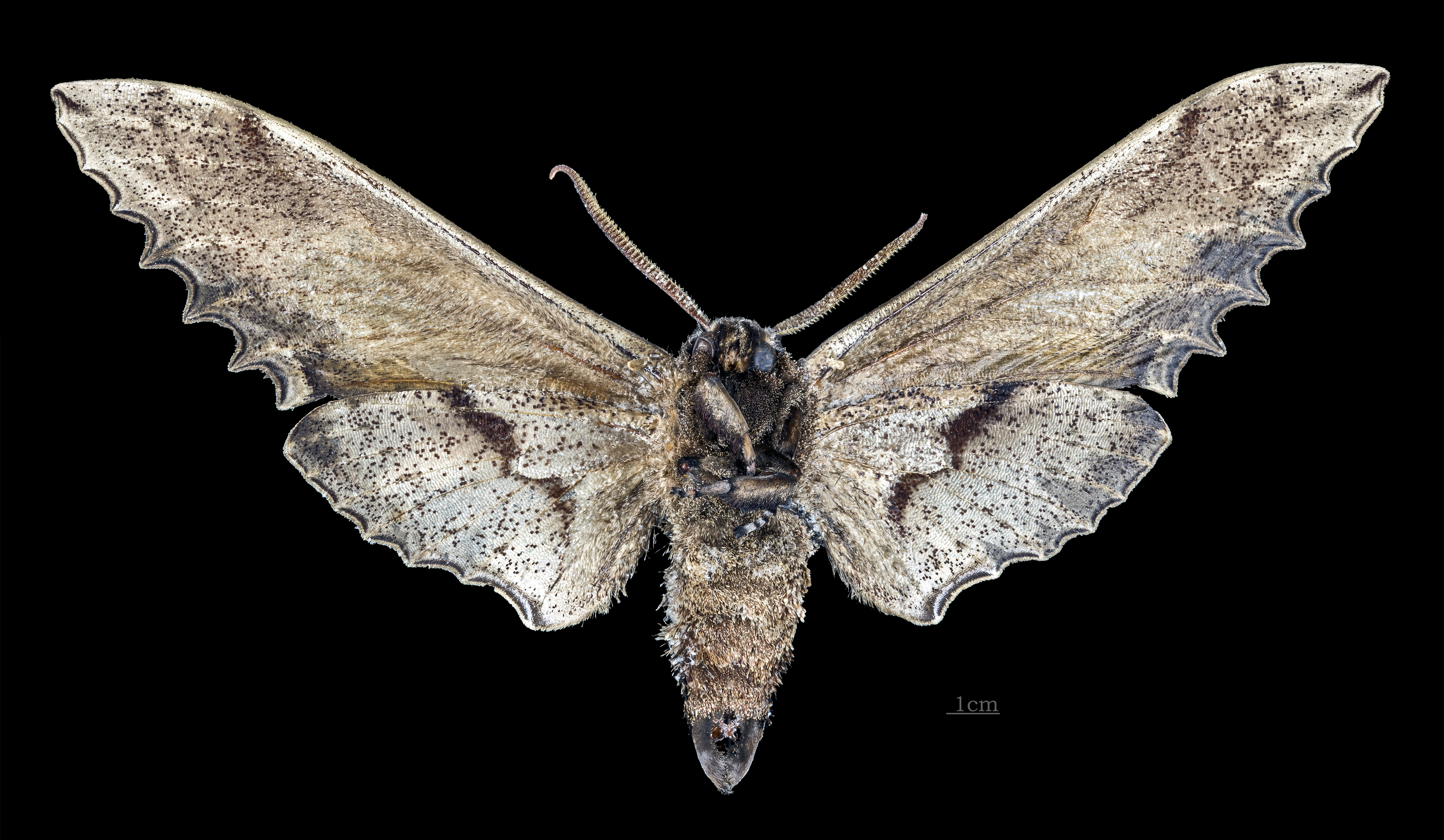
Langia zenzeroides nawai Male revers MHNT
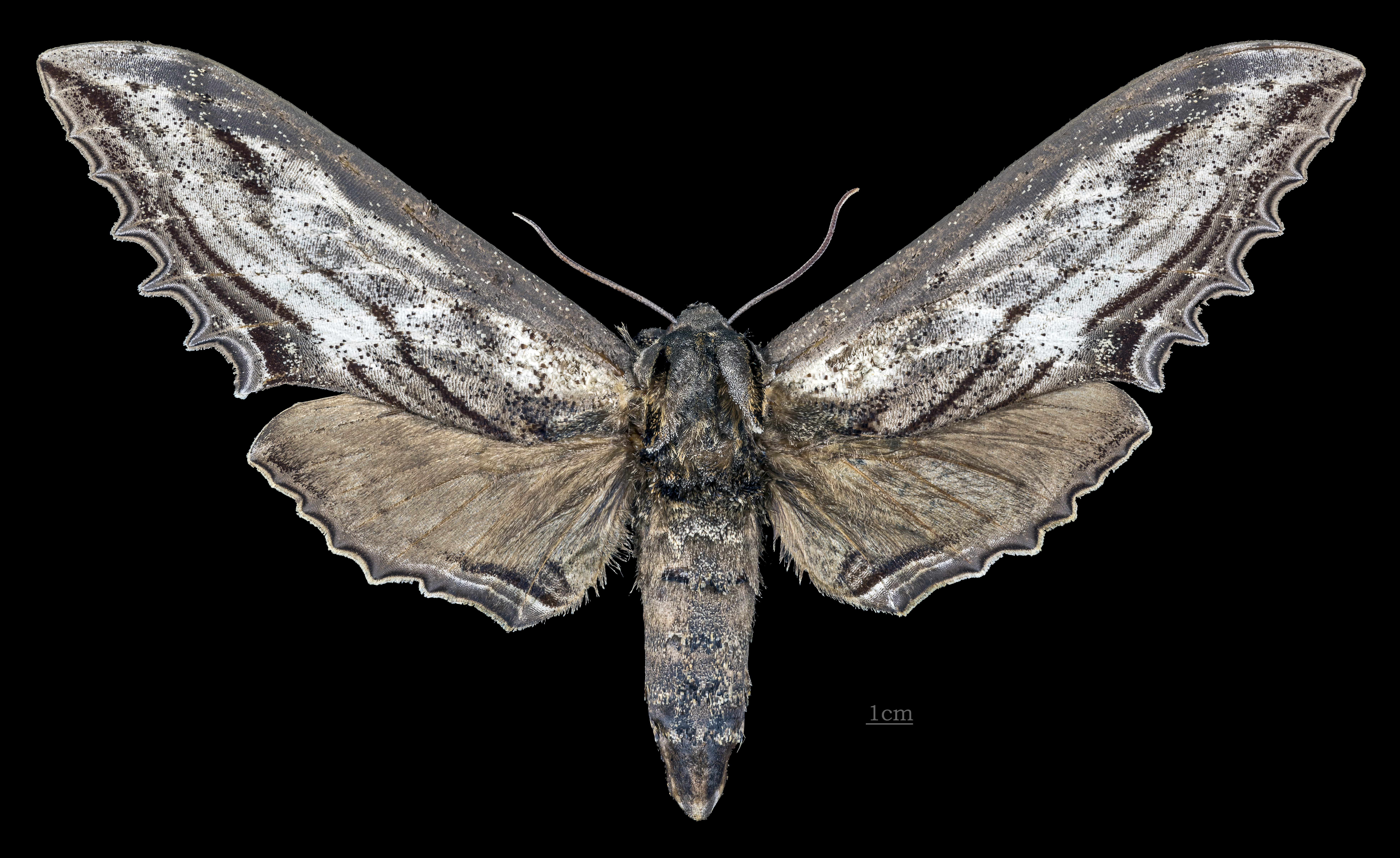
Langia zenzeroides nawai femelle face dorsale MHNT
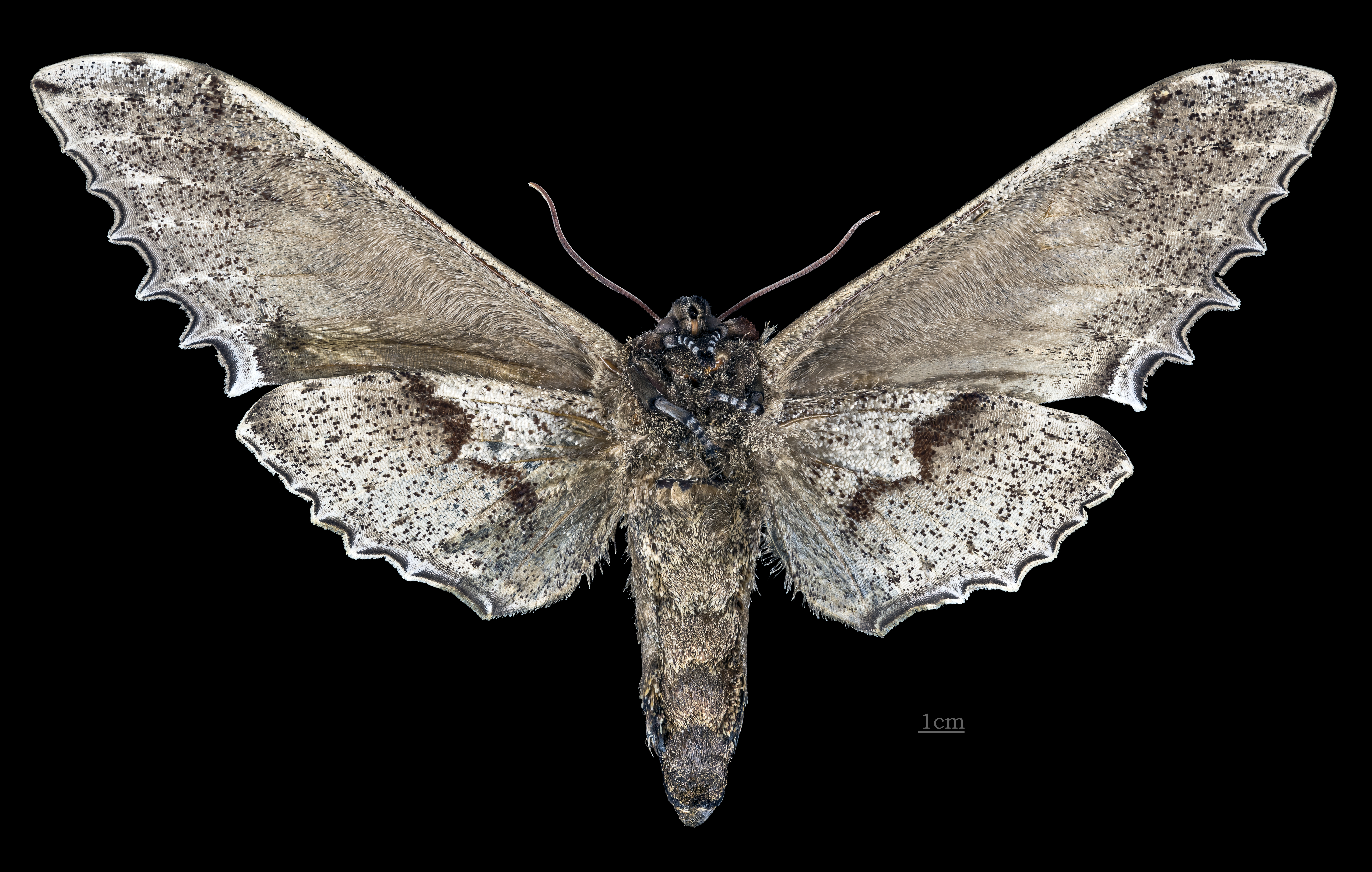
Langia zenzeroides nawai femelle revers MHNT